# Sestiere (Milano)

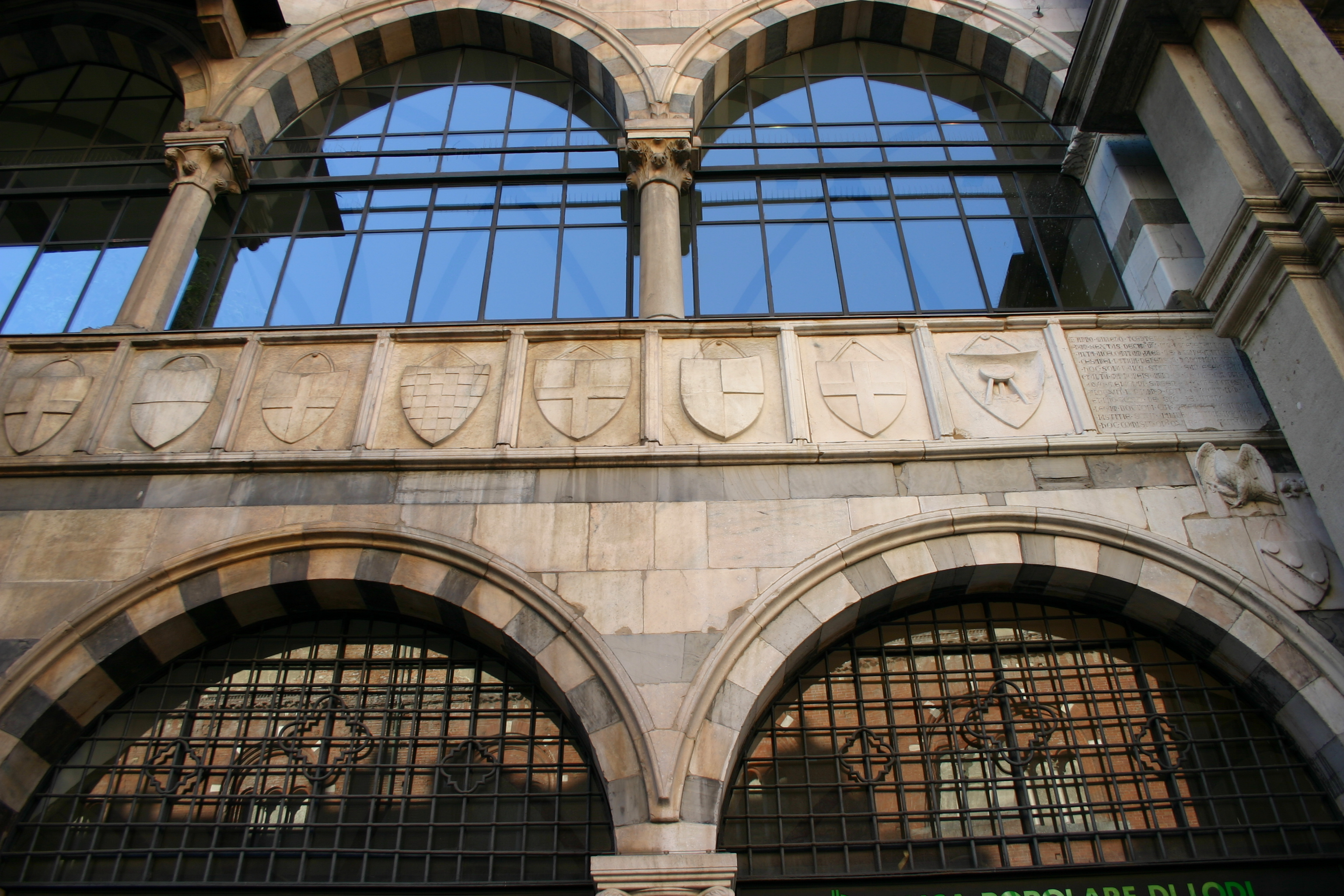
Alcuni stemmi dei sestieri di Milano sulla Loggia degli Osii in piazza dei Mercanti a Milano, di fronte al Palazzo della Ragione

Il sestiere di Milano era ognuna delle sei zone in cui era anticamente divisa la città limitatamente ai confini del moderno centro storico, che è delimitato dalla Cerchia dei Navigli, ovvero dal tracciato delle mura medievali di Milano, di cui la Cerchia costituiva originariamente il fossato difensivo. Prendevano il nome dalle porte principali che si aprivano sulle mura cittadine erette in epoca medievale. Ogni sestiere era poi a sua volta diviso in cinque contrade.

## Storia

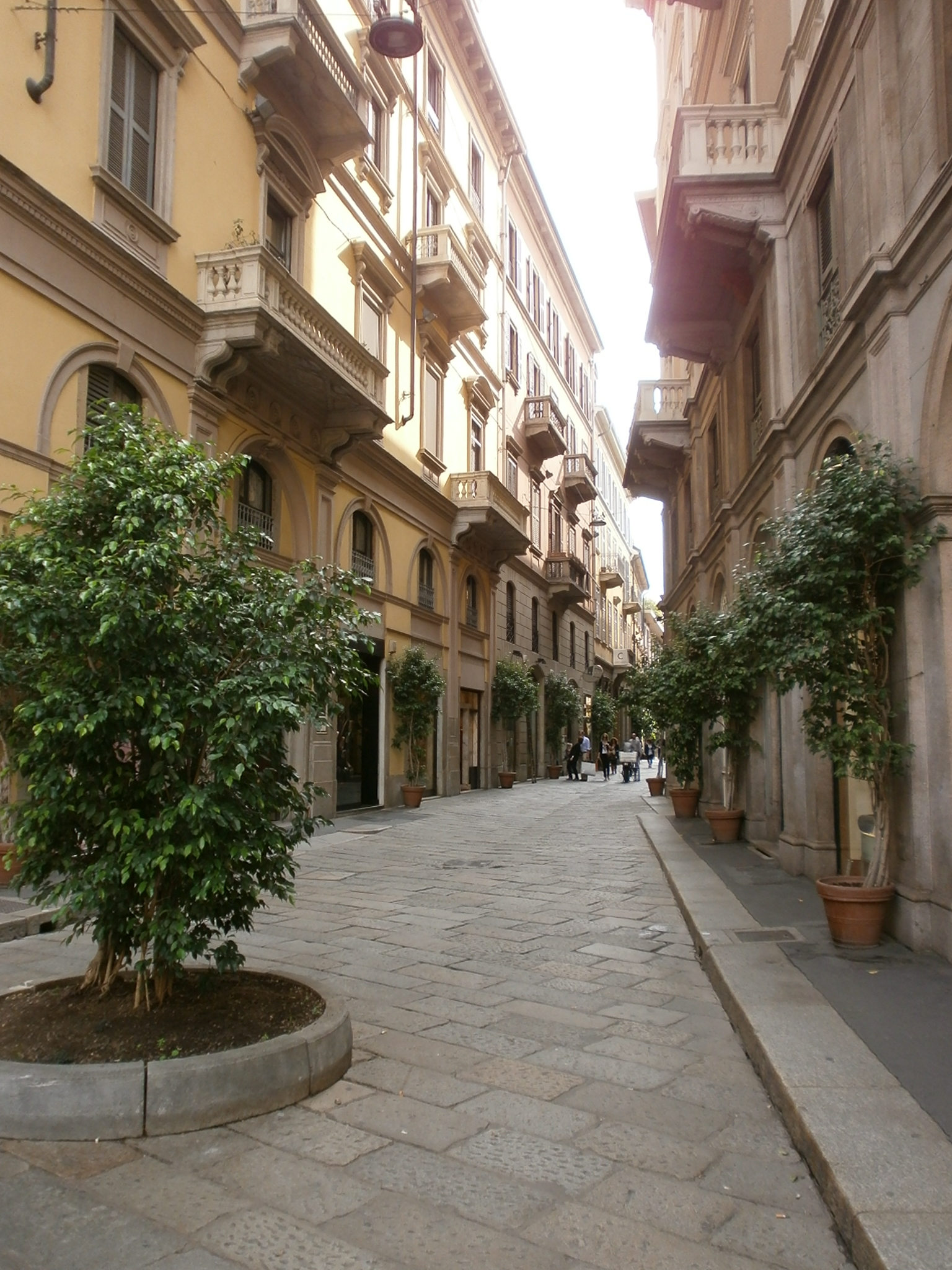
Scorcio di via della Spiga a Milano. Deriva il suo nome dall'antica Contrada della Spiga, che faceva parte del sestiere di Porta Nuova

Per definizione, il "sestiere" è la sesta parte di una città, ovvero una delle sei zone nelle quali un centro abitato poteva essere suddiviso.
I sei sestieri di Milano erano delle divisioni con forma a spicchio il cui vertice era il Palazzo della Ragione, che si trova in piazza Mercanti e che per secoli ha svolto il ruolo di broletto della città. I sestieri poi si sviluppavano a raggiera verso la periferia raggiungendo i confini di Milano: all'epoca l'abitato della città arrivava alla moderna Cerchia dei Navigli, cioè fino alle antiche mura medievali, oggi incluse nel moderno Municipio 1, ovvero nel centro storico della moderna metropoli.
I sestieri non erano delle suddivisioni amministrative vere e proprie, tant'è che i loro confini erano indefiniti: in ogni sestiere era però presente una comunità che possedeva modi di vivere e tradizioni peculiari che si differenziavano da quelle degli altri sestieri. Anche l'inflessione del dialetto milanese variava da sestiere a sestiere. Ciascun sestiere, oltre a possedere uno stemma identificativo, era a sua volta diviso in cinque contrade, anch'esse caratterizzate da uno stendardo. Gli stendardi dei sestieri erano portati in guerra dalle truppe comunali di Milano insieme al gonfalone della città. I sestieri avevano infatti origini militari: erano una suddivisione, forse di origine romana, che era collegata alla porta di riferimento e quindi alla guarnigione che la difendeva. Anche le contrade avevano importanza militare: a ciascuna di esse era legata una torre di guardia secondaria.
I sestieri di Milano erano il sestiere di Porta Comasina, il sestiere di Porta Nuova, il sestiere di Porta Orientale, il sestiere di Porta Romana, il sestiere di Porta Ticinese e il sestiere di Porta Vercellina ognuno dei quali derivava il nome dall'omonima porta di Milano: nello specifico le porte medievali a cui facevano riferimento erano, rispettivamente, Porta Comasina, Porta Nuova, Porta Orientale, Porta Romana, Porta Ticinese e Porta Vercellina, porte che erano presenti in corrispondenza delle mura di Milano. 

Via San Vittore angolo via Carducci a Milano all'inizio del XX secolo. Era al confine tra la Contrada della Porta e quella del Nirone, che facevano parte del sestiere di Porta Vercellina

Le porte prendevano a loro volta il nome dalle direttrici che si potevano percorrere uscendo da Milano da una porta specifica, strade che poi collegavano la città con il resto d'Italia e con l'Europa. Anche il nome di Porta Orientale deriva da una località e non, come si potrebbe credere, da "oriente": la sua etimologia riprende infatti il toponimo latino Argentiacum, antico nome di Crescenzago.
Le mura medievali vennero costruite nel XII secolo con lo scopo di difendere Milano dagli attacchi di Federico Barbarossa, imperatore del Sacro Romano Impero che aveva mire egemoniche sul Nord Italia. Con il passare dei secoli alle porte storiche si aggiunsero le pusterle, ovvero delle porte di accesso alla città meno importanti la cui funzione era quella di fornire un controllo più capillare del traffico che attraversava le mura cittadine. In seguito la cinta muraria medievale fu sostituita dalle mura spagnole di Milano, i cosiddetti "bastioni": la loro sostituzione fu resa necessaria per l'invenzione della polvere da sparo, che rese obsoleto il sistema difensivo medievale. Gli spagnoli realizzarono le nuove mura a terrapieno: le sue pareti fortemente inclinate erano infatti in grado di deviare i colpi dell'artiglieria.
La divisione di Milano in sestieri rimase almeno fino al Piano Beruto, primo piano regolatore della città di Milano, che venne steso dall'ingegner Cesare Beruto in una prima sua versione nel 1884, subendo una lunga gestazione insieme con una profonda e accurata revisione e trovando l'approvazione definitiva soltanto nel 1889, anno in cui entrò in vigore.
La suddivisione di Milano in sestieri resistette anche con la costruzione di nuove porte cittadine, che avvenne nel corso del XIX secolo, fermo restando che il senso di appartenenza a un preciso sestiere fu sentito dai milanesi fino alla prima parte del XX secolo, quando i sestieri non erano più ufficialmente utilizzati come suddivisioni della città. Le contrade scomparvero dalle mappe di Milano nel 1889 sempre in occasione dell'approvazione del primo piano regolatore della città di Milano. Le denominazione di molte vie di Milano moderne, come via della Spiga, via Agnello, via Cerva, via Lupetta, via dell'Orso e via Fieno, derivano il proprio nome da alcune storiche contrade milanesi.

## Mappa dei sestieri e delle contrade di Milano

Mappa del centro storico medievale di Milano (quello compreso entro la Cerchia dei Navigli) con i confini dei sestieri e delle contrade

## I sestieri

Vicolo San Fermo a Milano all'inizio del XX secolo. Si trovava tra via Amedei e via Olmetto e apparteneva alla Contrada delle Cornacchie, che faceva parte del sestiere di Porta Ticinese. Ora ha assunto il nome di "via Olmetto", la cui denominazione è stata quindi prolungata anche nel vicolo. Attualmente a Milano esiste una "via San Fermo", che si trova in un'altra zona della città, nei pressi di via Moscova

Porta Nuova medievale in una foto del 1850. Faceva parte della Contrada degli Andegari, che apparteneva al sestiere di Porta Nuova

Chiesa di San Michele sul Dosso in piazza Sant'Ambrogio negli anni venti del XX secolo. Si trovava nella Contrada del Nirone, che faceva parte del sestiere di Porta Ticinese

Piazza Santo Stefano a Milano (1910 circa). Apparteneva alla Contrada del Verzaro, che faceva parte del sestiere di Porta Orientale

Via Agnello a Milano nel 1930. Apparteneva alla Contrada dell'Agnello, che faceva parte del sestiere di Porta Orientale

Via Verziere a Milano negli anni venti del XX secolo. Apparteneva alla Contrada del Verzaro, che faceva parte del sestiere di Porta Orientale

I sei antichi sestieri di Milano, con i relativi stemmi, erano:
| Sestiere                     | Stemma | Blasonatura dello stemma                                                          | Porta di riferimento | Note sullo stemma |
| ---------------------------- | ------ | --------------------------------------------------------------------------------- | -------------------- | --- |
| Sestiere di Porta Comasina   |        | Scaccato di rosso e d'argento                                                     | Porta Comasina       | Il numero di tiri, sette o sei, può variare a seconda delle raffigurazioni |
| Sestiere di Porta Nuova      |        | Inquartato d'argento e di nero                                                    | Porta Nuova          | In precedenza inquartato d'argento e di rosso e prima ancora di nero al leone d'argento |
| Sestiere di Porta Orientale  |        | D'argento, al leone di nero                                                       | Porta Orientale      | Talvolta il leone viene raffigurato armato e lampassato di rosso (in precedenza il leone era scaccato d'argento e di nero, e prima ancora si avevano tre leoncini neri, passanti uno su l'altro, su fondo bianco) |
| Sestiere di Porta Romana     |        | Di rosso                                                                          | Porta Romana         | - |
| Sestiere di Porta Ticinese   |        | D'argento, allo sgabello di rosso (o ligneo) a tre gambe, con tre fori nel sedile | Porta Ticinese       | In precedenza lo stemma era completamente d'argento, senza figure |
| Sestiere di Porta Vercellina |        | Troncato di rosso e d'argento                                                     | Porta Vercellina     | - |

## Le contrade
Ogni sestiere era diviso in cinque contrade, che erano riferimento per più vicinie. Nel tempo il termine "contrada" assunse il significato di "via", e venne usato in gran parte della toponomastica lombarda fino all'unità d'Italia. Anche le contrade di Milano erano dotate di uno stemma.
Ogni sestiere aveva una contrada che era definita "nobile", che aveva la caratteristica di avere una posizione centrale rispetto all'abitato di Milano e di confinare con la Contrada dei Rostri. Quest'ultima era la contrada Capitana di Milano perché ospitava, entro i suoi confini, il Palazzo della Ragione, ovvero il municipio della città, che aveva al suo interno gli uffici comunali (chiamati Corte del Comune) e il locale dove era custodito il gonfalone municipale di Milano. Oltre a ciò, all'interno del Palazzo della Ragione era custodito un simbolo molto importante per la Milano medievale: il Carroccio.
Le trenta contrade di Milano, divise per sestiere, erano le seguenti:
Sestiere di Porta Comasina
- Nobile Contrada del Cordusio
- Contrada del Rovello
- Contrada dell'Orso
- Contrada del Campo
- Contrada dei Fiori

Sestiere di Porta Nuova
- Nobile Contrada dei Bossi
- Contrada dei Rostri (Capitana)
- Contrada della Mazza
- Contrada degli Andegari
- Contrada della Spiga

Sestiere di Porta Orientale
- Nobile Contrada delle Farine
- Contrada dell'Agnello
- Contrada del Verzaro
- Contrada della Cerva
- Contrada di Bagutta

Sestiere di Porta Romana
- Nobile Contrada della Cicogna
- Contrada del Falcone
- Contrada del Fieno
- Contrada del Brolo
- Contrada delle Capre

Sestiere di Porta Ticinese
- Nobile Contrada di Sant'Ambrogio
- Contrada della Lupa
- Contrada delle Cornacchie
- Contrada del Torchio
- Contrada della Vetra

Sestiere di Porta Vercellina
- Nobile Contrada della Rosa
- Contrada della Piscina
- Contrada dei Morigi
- Contrada della Porta
- Contrada del Nirone